# African Peer Review Mechanism

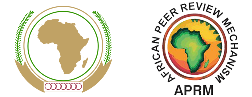
Logo

Der African Peer Review Mechanism (APRM) ist ein freiwilliges Verfahren der gegenseitigen qualitativen Beurteilung von Regierungsführung afrikanischer Staaten im Rahmen der Afrikanischen Union (AU). Der APRM ist Teil der Neuen Partnerschaft für Afrikas Entwicklung (NEPAD), dem sozio-ökonomischen Programm der AU. Bislang sind dem APRM 29 Mitgliedsstaaten der AU beigetreten. Zwölf Staaten haben den APRM Prozess bereits abgeschlossen.
Afrikanische Staaten können im APRM-Prozess ihre Lage selbstkritisch beurteilen und sich gleichzeitig von anderen Staaten nach bestimmten Kriterien überprüfen lassen (Peer-Review).
Ziel ist eine beschleunigte nachhaltige Entwicklung afrikanischer Staaten garantiert durch die Einhaltung von Good Governance-Kriterien.
Der APRM soll vor allem zu einer erhöhten nationalen politischen Effektivität in den vier Bereichen: Democracy and political governance, Economic governance and management, Corporate Governance und Socio-economic development führen.

## Institutioneller Aufbau des APRM
APRM-Forum: Höchste Entscheidungsinstanz des APRM. Hier sind die Staats- und Regierungschefs der 26 APRM-Mitgliedsstaaten versammelt.
Panel of Eminent Persons: Dieses Gremium überwacht den APRM-Prozess und garantiert die Integrität und Vollständigkeit des erstellten Berichtes.
APRM-Sekretariat: Das Sekretariat stellt technische, koordinierende und administrative Infrastruktur zur Verfügung.
Country Review Team (APRM-Team): Das Team besucht und analysiert das zu überprüfende Land und erstellt einen entsprechenden Bericht.

## APRM-Prozess
Der APRM vollzieht sich in fünf Phasen:
1. Im nationalen Kontext werden Informationen gesammelt, die dann von der jeweiligen Regierung in einem ersten Bericht veröffentlicht werden. Es wird daraufhin ein erster Entwurf zu einem „National Plan of Action“ (NPoA) vorgestellt, um mit den diagnostizierten Herausforderungen in den vier relevanten Bereichen umzugehen.
2. Ein vom APRM-Sekretariat akkreditiertes Expertenteam führt eine Analyse des jeweiligen Staates durch, indem die unterschiedlichen Interessenvertreter einbezogen werden.
3. Ein auf den Ergebnissen aus Phase eins und zwei basierender Bericht wird vorgestellt.
4. Der Bericht wird vom APRM-Sekretariat an das APRM-Forum weitergeleitet. Hier wird der Bericht eingehend diskutiert und schließlich verabschiedet.
5. Der APRM-Bericht über das jeweilige Land wird veröffentlicht und den regionalen und kontinentalen Institutionen zur Verfügung gestellt wie z. B. dem Panafrikanischem Parlament, der Afrikanischen Kommission oder dem Friedens- und Sicherheitsrat der Afrikanischen Union (AU).

Der APRM gilt als entscheidendes Instrument zur nachhaltigen Entwicklung bzw. Aufrechterhaltung von Good-Governance-Strukturen auf dem afrikanischen Kontinent und wird daher als afrikanische Reforminitiative in den Foren globaler Strukturpolitik unterstützt.